# Morab
La raça Morab és una raça de cavalls desenvolupada a partir de les races àrab i Morgan.
L'encreuament de cavalls àrabs i cavalls Morgan s'inicià en la dècada de 1880 amb l'objectiu de crear una raça de cavalls de tir lleuger, apta per a enganxar a carruatges i fer feines moderades en granges.
El Morab modern, continuador de les qualitats originals obtingudes, combina potència i elegància. És un animal atractiu i adequat en competicions d'exhibició, tant muntat com enganxat. I molt apte com a cavall familiar en equitació de lleure o com a cavall de treball.
El primer registre Morab data de 1973. Abans de la seva creació els Morab es criaven per tipus i la genealogia s'anotava privadament. Molts cavalls Morab s'inscrigueren en el registre American Morgan Horse Association, amb un llibre genealògic obert, i s'incorporaren a la raça Morgan.
El magnat de la premsa William Randolph Hearst era un criador apassionat de cavalls Morab i se li adjudica l'invent del nom "Morab", combinació de les denominacions de les races fundadores (MORgan-ARABian) en anglès.

## Característiques

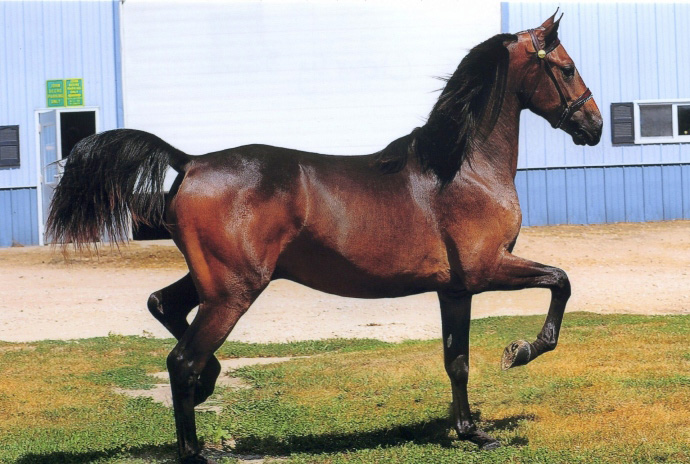
Cavall Morgan de pelatge castany.

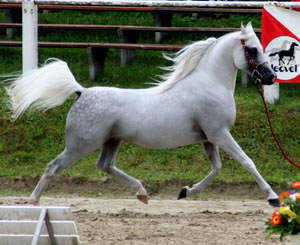
Cavall àrab de pelatge liart.

### Tipus i conformació
La raça Morab s'assembla molt a les races fundadores àrab i Morgan, compartint característiques d'ambdues. Els cavalls Morab són compactes i musculosos, amb una bona ossamenta, herència del Morgan, mantenint però un aspecte refinat i elegant. La meïtat posterior recorda la dels cavalls àrabs. És curta i poderosa. Amb una estructura robusta i músculs ben desenvolupats. El quart anterior és igualment reforçat i ben musculat. El coll, elegant i corbat, ben inserit en un pit ample i unes espatlles ben angulades. Les extremitats són més gruixudes que les de l'àrab, amb canyelles curtes i unglots ben formats.
El cap és refinat, semblant al de l'àrab. Amb un musell més gros i un queix més reforçat. Els ulls són grans i expressius. Les orelles petites i amb gran mobilitat. La majoria de Morabs tenen crin i crinera abundants i espesses, i porten la cua en alt com els àrabs.
L'aspecte general és el d'un cavall àrab més robust, amb tipus de cavall de sella però també de tir lleuger.

### Alçada
L'alçada mitjana és de 147-157 cm però pot oscil·lar entre 142 i 163 cm o més.

### Caràcter
El temperament dels cavalls Morab pot interpretar-se com una barreja dels caràcters de les races formadores. Els Morab són intel·ligents, curiosos i amb una personalitat marcada. Aprenen ràpidament i es relacionen bé amb els humans. Són cavalls que volen ser apreciats. I molt casolans. En el sentit que són ideals com a cavalls familiars. Alguns han estat emprats com a cavalls d'escola i en hipoteràpia.

### Pelatges
La raça Morab té tots els pelatges de les races àrab i Morgan. Primerament els quatre "bàsics": negre, bru, castany, alatzà. Aqueixos pelatges poden estar afectats per les dilucions crema, dun i argentada. (I potser alguna més com la champagne i pearl). Finalment, tots els pelatges anteriors poden estar combinats amb els patrons liart o sabino, o tots dos a la vegada.
No s'accepten cavalls amb patrons lleopard, overo, tobiano o esquitxat. També hi ha altres limitacions: no s'admeten els bausans per damunt del genoll (que poden presentar-se en cavalls de pura raça Morab), ni els ulls vaires.
Des del punt de vista de la terminologia dels pelatges (en anglès i les seves traduccions), la definició del terme "buckskin" per part de la PMHA correspon al pelatge "falb dun" (segons l'accepció tradicional als Estats Units, abans que fos modificada de forma unilateral i arbitrària per la American Quarter Horse Association. Des de fa uns trenta anys, la AQHA defineix "buckskin" com a "falb crema". I gairebé tothom segueix aquest criteri. Que, en alguns casos, provoca incongruències).

### Aires
La majoria de Morabs només tenen els aires "naturals": pas, trot, galop curt i galop. En cadascun d'aqueixos aires la velocitat i l'acció poden variar molt en funció de l'animal considerat. En general la locomoció dels Morab és fluida i elegant i és descrita com a "flotant" per alguns.
Alguns cavalls Morab, molt pocs, tenen algun aire amblador: "Singlefoot" o "stepping pace", principalment. "Foxtrot" o "True rack" amb menys freqüència.

## Història
Els antecedents de la raça Morab són teòrics. L'any 1857, el reconegut expert en cavalls D. C. Lindsley va publicar un estudi en el que recomanava l'encreuament d'egües àrabs en el cas que no poguessin obtenir-se egües Morgan de pura sang. (El títol de l'estudi no és clar si és "The Morgan Horse" o "Morgan Horses"). El camí a seguir per als futurs Morabs estava indicat.

Des del punt de vista del mercat, en una època en què els cavalls tenien una forta vessant utilitària, l'objectiu principal dels criadors eren els cavalls de tir lleuger. Bons trotadors que poguessin ser enganxats als buggies per a desplaçaments ràpids, amb l'afegit de l'elegància.
Un dels cavalls encreuats Morgan-àrab fou Golddust, trotador de qualitats immillorables i victoriós en les pistes i concursos. Com a estaló va generar 302 poltres. I més de 100 cavalls Morab actuals són descendents seus.
En els anys 20 del segle passat, el magnat de la premsa William Randolph Hearst va iniciar un programa de cria de Morabs a partir de cavalls àrabs i Morgan que també criava en programes de pura raça. Se'l considera autor del terme Morab.
Els Morabs de Hearst resultaren d'estalons àrabs de procedència Crabbet (Crabbet Arabian Stud|Crabbett-bred) amb egües Morgan. Els productes resultants foren considerats excel·lents com a cavalls vaquers per a treballar en terrenys difícils. (La senyora Mrs. William Randolph Hearst II així ho escrigué en la seva obra Horses of San Simeon. També esmentà algunes xifres: 110 cavalls registrats a la AMHA, 18 dels quals eren Morabs.
Un altre programa de cria de Morabs fou el dels germans Swenson a Stamford (Texas) en el seu ranxo SMS Ranch. A partir de dos guarans Morgan, set egües Morgan i tres estalons àrabs, aconseguiren cavalls Morab molt notables.
Un tercer programa fou el de Martha Doyle Fuller a Clovis (California), iniciat el 1955. Amb l'objectiu de criar un cavall idoni per a competir en concursos d'exhibició segons el que designava com a "tipus Morab".

## Associacions

### Registres privats
- Hearst Memorial Registry

### Registres oficials
- 1973-1980. Morab Horse Registry of America (conegut com a Clovis registry)
- 1980-1998. North American Morab Horse Association (NAMHA)
- 1987. Incorporació de l'International Morab Breeders' Association, Inc. (IMBA).
- 1998. Purebred Morab Horse Association (PMHA).
- 1999. Morab Horse Association and Register, or MHA.
- 2008. Unió dels registres MHA i PMHA, acabada el 2009. Mantenint el nom de Purebred Morab Horse Association (PMHA) i els projectes d'ambdues organitzacions.

## Vídeos
- Vídeo d'un estaló Morab.(anglès)